# Villers-Perwin
Villers-Perwin (Waals: Viyé-Perwin of Vilé) is een dorp in de Belgische provincie Henegouwen, en een deelgemeente van de Waalse gemeente Les Bons Villers.
Villers-Perwin was een zelfstandige gemeente, tot die bij de gemeentelijke herindeling van 1977 toegevoegd werd aan de gemeente Les Bons Villers.

## Demografische ontwikkeling
- Bronnen:NIS, Opm:1831 tot en met 1970=volkstellingen, 1976= inwoneraantal op 31 december

## Beroemde inwoners
De violist Arthur Grumiaux werd in 1921 in Villers-Perwin geboren